# Gokturki
Gokturki, Turki, Nebeški Turki ali Modri Turki (staroturško 𐱅𐰇𐰼𐰰:𐰉𐰆𐰑𐰣, latinizirano: Türük Bodun, kitajsko: 突厥; pinjin: Tūjue; Wade–Giles: T'u-chüeh) so bili plemenska zveza nomadskih turških ljudstev v srednjeveški Notranji Aziji. Gokturki pod vodstvom Bumin kagana (u. 552) in njegovih sinov so nasledili Ruranski kaganat, glavno silo v regiji, in ustanovili Prvi turški kaganat, eno od več nomadskih držav, v kateri so se oblikovali kultura in dominantna verovanja turških ljudstev.    

## Etimologija

### Izvor
Strogo gledano je ime "Göktürk" nastalo zaradi napačnega branja besede "Kök", ki pomeni Ašina, vladajoči klan zgodovinske etnične skupine, ki je bil izpričan kot 𐱅𐰇𐰼𐰰, Türük 𐰛𐰇𐰜⁚𐱅𐰇𐰼𐰰, Kök Türük, ali 𐱅𐰇𐰼𐰚, Türk. Splošno sprejeto je, da ime Türk v končni fazi izhaja iz staroturškega izraza 𐱅𐰇𐰼𐰰, Türük, Törük, kar pomeni 'ustvarjen, rojen'.
V srednjekitajskih zgodovinskih virih so bili znani kot Tūjué (突厥, rekonstruirano v srednji kitajščini kot *dwət-kuɑt > tɦut-kyat).
Etonim je bil zabeležen tudi v drugih srednjeazijskih jezikih, v sogdijskem kot *Türkit ~ Türküt, tr'wkt, trwkt, turkt > trwkc, trukč; hotanskem kot Saka Ttūrka/Ttrūka, Ruanruan to̤ro̤x/türǖg in starotibetanskem kot Drugu.

## Zgodovina
Gokturški vladarji so izvirali iz klana Ašina in bili prvič potrjeni leta 439. Knjiga Sujev poroča, da je 18. oktobra tistega leta  vladar Tuoba, cesar Taivuja iz severnega Veja, strmoglavil Juku Mudžijana iz severnega Lianga v vzhodnem Gansuju, od koder je 500 družin iz klana Ašina zbežalo na severozahod v Rouranski kaganat v bližini Gaočanga.
Po Knjigi Žujev in zgodovini severnih dinastij je bil klan Ašina eden od klanov plemenske zveze Šjongnu, ki so se naselili vzdolž severne meje Kitajske.  Mnenje je sporno, ker bi Gokturki lahko izvirali tudi iz nejasne države Suo (索國, MC *sâk) severno od Šjongnuja, ki so jo ustanovili Saki.

### Širitev
Gokturki so dosegli svoj vrh v poznem 6. stoletju in začeli napadati kitajsko dinastijo Sui. Vojna se je končala zaradi razdora v gokturškem plemstvu in državljanske vojne za kaganski prestol. V vojni je s podporo cesarja Vena iz Suija zmagal Jami kagan, kaganat pa se je kljub temu razdelil na vzhodno in zahodno cesarstvo. Oslabljen zaradi državljanske vojne je Jami kagan razglasil zvestobo dinastiji Sui. Ko je dinastija Sui začela propadati, je Šibi kagan začel napadati njeno ozemlje in celo s 100.000 konjeniki oblegal cesarja Janga v Janmenu leta 615. Po propadu dinastije Sui so se Gokturki vmešali v kitajske državljanske vojne, ki so sledile, ter nudili podporo severovzhodnemu uporniku Liu Heitaju proti vzpenjajočemu se Tangu leta 622 in 623. Liu je dolgo nizal uspehe, vendar ga je general Li Šimin porazil in usmrtil. Na Kitajskem je bila ustanovljena dinastija Tang.

### Podreditev dinastiji Tang
Četudi je Gokturški kaganat v zgodnjem obdobju državljanske vojne med propadom dinastije Sui podpiral dinastijo Tang, so po združitvi Kitajske izbruhnili konflikti. Gokturki so začeli napadati  severno mejo cesarstva Tang in se nekoč s 100.000 vojaki odpravili v Čangan, glavno mesto Tanga. Drzni cesar Taizong jih je kljub omejenim sredstvom uspel odbiti. Kasneje je sam poslal vojsko v Mongolijo in leta 630 v bitki pri Jinšanu  premagal glavnino gokturške vojske in ujel Ilig kagana. S podreditvijo turških plemen je Tang osvojil Mongolsko planoto in vzhodne Turke podredil Kitajski.
Po burni dvorni razpravi se je cesar Taizong odločil oprostiti gokturškim plemičem in jim ponudil položaj branilcev cesarstva. Njegov predlog se je končal z načrtom za atentat na cesarja. 19. maja 639 so Ašina Džješešuaj in pripadniki njegovega plemena napadli cesarja Taizonga, vendar jim atentat ni uspel in so pobegnili. Zasledovalci so jih ujeli in pobili. Ašina Heksjangu je bil izgnan v Lingbiao. Po neuspelem napadu je cesar Taizong 13. avgusta 639 za poglavarja Gokturkov imenoval  Čelebi kagana in ukazal Gokturkom, da se na čelu z njim preselijo na ozemlje severno od Rumene reke  med Velikim kitajskim zidom in puščavo Gobi. Številni gokturški generali so ostali zvesti cesarju in ostali v službi cesarstva Tang. 

### Oživitev
Leta 679 sta Ašide Venfu in Ašide Fengži, turška guvernerja protektorata Čanju (單于大都護府), razglasila Ašina Nišufuja za kagana in se uprla dinastiji Tang. Leta 680 je Pei Šingjian premagal Ašina Nišufuja in njegovo vojsko. Nišufuja so ubili njegovi možje.
Ašide Venfu je za novega kagana postavil Ašina Funjana in se znova uprl dinastiji Tang. Oba sta se kasneje predala Peiju Šingjianu. 5. decembra 681  je bilo 54 Gokturkov, vključno z obema voditeljema, javno usmrčenih na vzhodnem trgu Čangana.
Leta 682 sta se uprla Ilteriš kagan in Tonjukuk in z ostanki Ašine Funjanove vojske zasedla grad Heiša  v Notranji Mongoliji. Obnovljeni Gokturški kaganat je posegel v vojno med plemeni Tang in Kitan, po smrti Bilge kagana Gokturki niso več imeli dovolj moči, da bi podjarmili druga stepska turška plemena. Leta 744 je Ujgurski kaganat v zavezništvu z dinastijo Tang porazil Drugi gokturški kaganat in sam prevzel oblast na Mongolski planoti.

## Verovanja
Gokturki so verovali v več bogov. Veliki bog  je bilo nebo. Tengri je delil življenjsko pot (qut) in srečo (ulug) ter bdel nad kozmičnim ter političnim in družbenim redom. Ljudje so k njemu molili in mu darovali, najraje belega konja. Iz njega je izhajal vladar in iz njega črpal svojo oblast. Tengri je izdajal odloke, pritiskal na ljudi in izvajal smrtne kazni, pogosto tako, da je storilca udaril s strelo. Z njim so bile povezane druge moči, včasih imenovane božanstva, včasih duhovi, ter zemlja, gore, vode, izviri in reke. Tengri je bil gospodar vseh stvari, zlasti zemlje in voda,  dreves, kozmične osi in virov življenja, ognja kot simbola družine, drugi ego šamana, Plejad in Venere, katerih podoba se skozi čas spreminja. 
Umaj, boginja mati, je bila posteljica, hišni prag in podboj, poosebljenje časa, poti, želja in drugega. Junaki in predniki so bili utelešeni v praporu in tablicah z napisi. Duhovi so tavali ali bili stalno  prisotni v vseh vrstah svetih predmetov. Te in druge moči so se še okrepile, če so se  predmeti združili, na primer drevesa v gozd, kamni v grob, puščice v tulu in kapljice vode v jezeru.

## Galerija
- Prizor spopada turških jezdecev z značilno spetimi lasmi, Čaganka, Altaj, 5.–6. stoletje
- Zidna slika v gokturški grobnici Šoroon Bumbagar, 7. stoletje, Mongolija[1][36]
- Slika konjenika, grobnica Šoroon Bumbagar, 7 stoletje[1]
- Turek časti Budo, kizilska jama Maja, Mingoi[37][38]